# Урзуф
Урзу́ф (укр. Урзуф) — село в Мангушской поселковой общине Мариупольского района Донецкой области Украины. До войны популярное место отдыха среди жителей восточной Украины. С 16 марта 2022 года находится под российской оккупацией.

## География
Расположено на юге области, на реке Зелёная у побережья Белосарайского залива Азовского моря.

## История

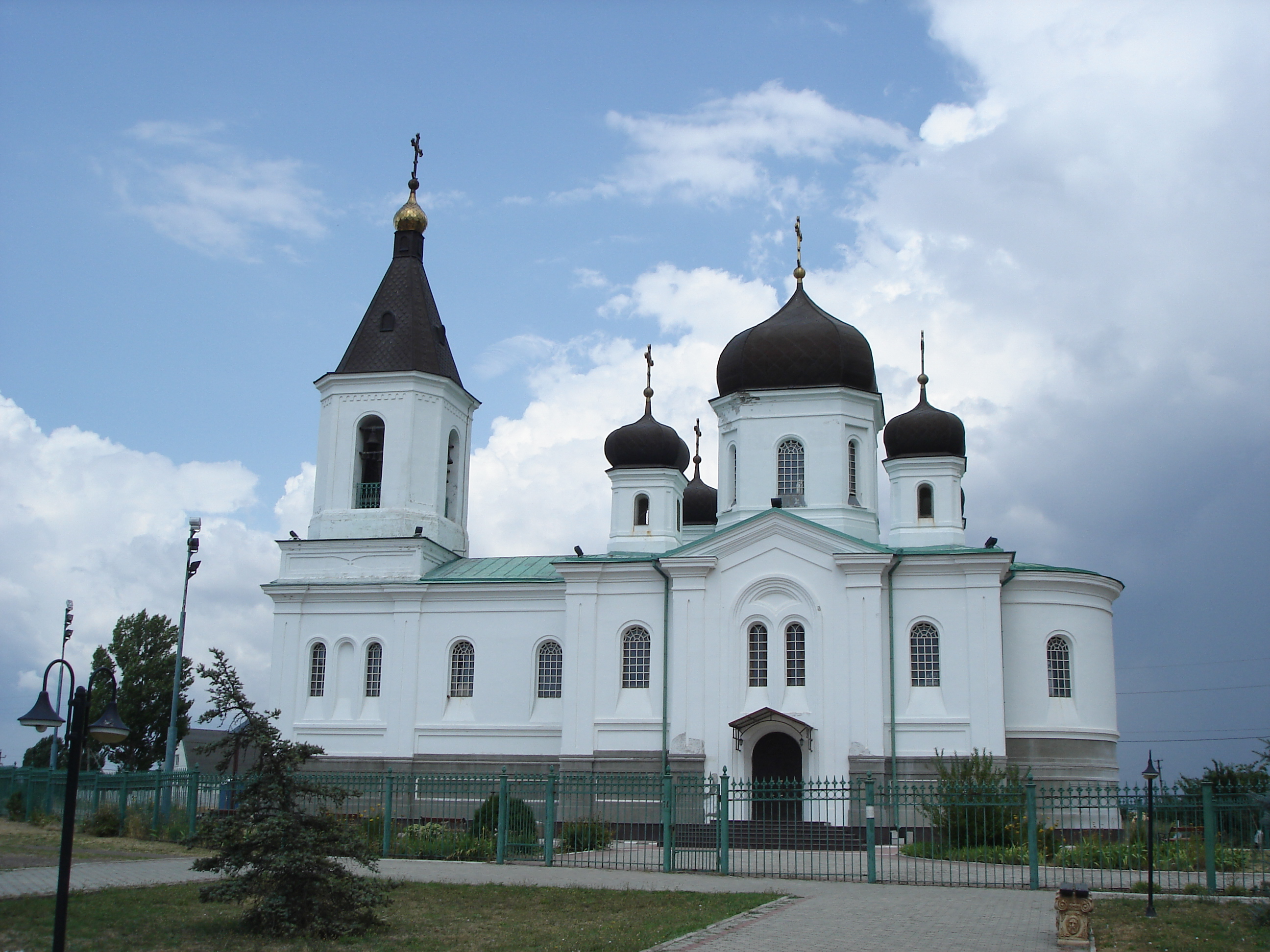
Храм св. Архистратига Михаила в Урзуфе

Село основано в 1779 году греческими переселенцами из крымского поселения Гурзуф, Кизилташ (Краснокаменка). Название нового села было выбрано созвучным Гурзуфу. В XIX веке была построена Церковь Святого Михаила Архистратига. Даже сейчас в оформлении многих архитектурных объектов в селе используется греческий стиль.
В 1945 году Указом Президиума Верховного Совета УССР село Урзуф переименовано в Приморское. 9 августа 1989 года указом Президиума ВС УССР селу Приморское возвращено историческое название Урзуф.
16 марта 2022 года село было оккупировано вооружёнными силами Российской Федерации.

## Население
- 1859 — 969 чел.
- 1886 — 1414 чел.
- 1897 — 2309 чел. (перепись), православных — 2301 чел. (99,7 %)
- 1908 — 2237 чел.
- 1970 — 2351 чел.
- 1976 — 2264 чел.
- 2001 — 2904 чел. (перепись)

В 2001 году родным языком назвали:
- русский язык — 2631 чел. (90,60 %)
- украинский язык — 222 чел. (7,64 %)
- греческий язык — 42 чел. (1,45 %)
- молдавский язык — 1 чел. (0,03 %)

## Местный совет
Село Урзуф — административный центр Урзуфского сельского совета. Сельскому совету подчинён также населённый пункт Бабах-Тарама.
Адрес местного совета: 87455, с. Урзуф, ул. Центральная, 64.

## Экономика
Пищевая промышленность, морской курорт.

### Базы отдыха
- Пансионат «Парус»
- Гостиница «Ассоль»
- Частный пансионат «Шалом»
- Частный пансионат «Бриз»
- Частный пансионат «Санта Мария»
- Пансионат «Трубник»
- Пансионат «Азов»
- Пансионат «Радуга»
- «Лукоморье»
- Пансионат «Урзуф»
- Пансионат «Прибой»
- Пансионат «Чайка» (с 2011 года «Урзуф»)
- Детский оздоровительный лагерь «Буревестник»
- Детское учреждение оздоровления и отдыха «Юный моряк»
- База отдыха «Квант»
- 2 летних палаточных городка
- Лодочный кооператив «Змеиная балка»
- База отдыха «Обрий»
- База отдыха «Рассвет»

## Транспорт
Из Мариуполя (от АС-2):
- 277 (Мариуполь — Урзуф, летний интервал 1,5—2 часа).

Из Донецка (от АВ «Южный»):
- Донецк — Урзуф
- Донецк — Бердянск
- Бахмут — Бердянск
- Краматорск — Бердянск
- Шахтёрск — Бердянск

Из Бердянска (Автовокзал Бердянск)
- Бердянск — Урзуф

### Расстояние по автодорогам
- Донецк — 170 км
- Мариуполь — 45 км
- Бердянск — 38 км
- Киев — 765 км